# Carsac de Gurçon
Carsac de Gurçon (en francès Carsac-de-Gurson) és un municipi francès situat al departament de la Dordonya i a la regió de la Nova Aquitània.

## Demografia
| 1962                                       | 1968 | 1975 | 1982 | 1990 | 1999 | 2007 |
| ------------------------------------------ | ---- | ---- | ---- | ---- | ---- | ---- |
| 326                                        | 259  | 238  | 218  | 209  | 175  | 193  |
| Des de 1962: població sense dobles comptes |      |      |      |      |      |      |

## Administració
| Període   | Identitat     | Partit |
| --------- | ------------- | ------ |
| 1995-2008 | Jean Germain  |        |
| 2008-     | Gilles Gantch |        |